# Bracciano

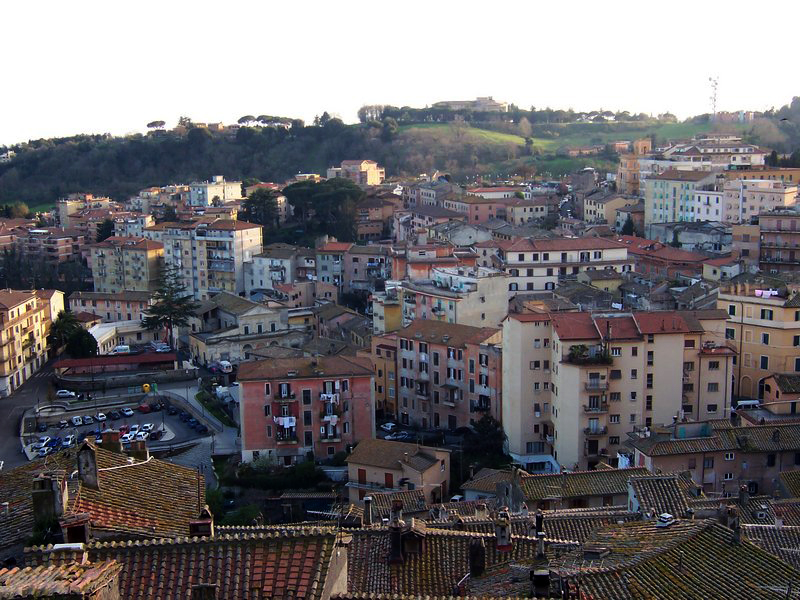
Bracciano

Bracciano – miasto i gmina we Włoszech, w regionie Lacjum, w prowincji Rzym.
Według danych na rok 2004 gminę zamieszkiwały 12 823 osoby, 90,3 os./km².